# Lijst van Haarlemse bierbrouwerijen
Lijst van Haarlemse bierbrouwerijen is een lijst van  bierbrouwerijen in de stad Haarlem. De stad kende door de geschiedenis heen een tal van brouwerijen, waarvan het merendeel sinds de 20ste eeuw is gesloten.

## Voormalige bierbrouwerijen
- De Claver
- De Drie Cruijsen
- De Drie Leliën
- De Twee Climmende Leeuwen
- Het Dubbelt Ancker
- De Eene Ster
- Haarlemse Bierbrouwerij BV, 1995 - 2004
- Het Hert, 1840 - 1915
- Het Hoefijzer
- Brouwerij Largum, 2014 - 2018
- De Olican
- De Olyphant, 1550 - 1668
- De Passer
- Roodbaard Brouwerij, 2012 - 2014
- Brouwerij 't Scheepje, 1351 - 1914[1]
- Het Smackgen
- 't Spaarne, 1315 - 1915
- De Twee Ruyten
- De Vergulde Leggende Bastaert Pijp, 1614 (eerder 't Zeepaert)
- De Vogelstruijs, 1600
- De Vos, 1600 - 1900
- 't Zeepaert, - 1614
- Brouwerij de Zon

## Huidige brouwerijen
- Brouwerij Jopen, 1992 - heden
- Brouwerij de Gooth, 2010 - heden
- Brouwerij Uiltje, 2012 - heden
- Briljant Brouwhuis, 2015 - heden